# (72569) 2001 EC13
2001 إي سي 13 (ويعرف أيضًا باسم (72569) 2001 إي سي 13 وفق تسمية الكوكب الصغير) (بالإنجليزية: 2001 EC13)‏ هو كويكب ضمن حزام الكويكبات؛ وترتيبه 72569 من حيث الاكتشاف.
اكتُشف هذا الجُرم الفلكي بواسطة بحث لنكولن عن الكويكبات القريبة من الأرض في 14 مارس 2001.

## وصلات خارجية
- (72569) 2001 EC13 في قاعدة بيانات مختبر الدفع النفاث لأجرام النظام الشمسي الصغيرة

- الاكتشاف · مخطط المدار ·  العناصر المدارية · المعلمات المادية

- (72569) 2001 EC13 على موقع ويكي سكاي: DSS2, SDSS, GALEX, IRAS, Hydrogen α, X-Ray, Astrophoto, Sky Map, Articles and images